# فرود گرگین‌پور
فرود گرگین‌پور (زادهٔ ۱۳ اسفند ۱۳۲۴ در ایل قشقایی – درگذشته ۱۰ دی ۱۳۹۸ در تهران) موسیقی‌دان، نوازندهٔ ویلن و کمانچه اهل ایران بود.

## زندگی‌نامه
فرود گرگین‌پور برادر فرهاد گرگین‌پور و خواهرزادهٔ محمد بهمن‌بیگی از نوازندگان نامی ایل قشقایی بود. همسر او افسانه جهانگیری از خواننده‌های مشهور قشقایی است.
وی از کودکی با نوازندگی آکاردئون، یادگیری موسیقی را آغاز کرد و در سال ۱۳۴۲ جهت اعتلای کار خویش از کلاس‌های نورعلی برومند، حبیب‌الله بدیعی، علی تجویدی و علی‌اصغر بهاری بهره برد. سال ۱۳۵۴ تحصیلات موسیقی در دانشگاه تهران را به پایان رساند و از همان سال به تشویق نورعلی برومند به نواختن ساز کمانچه پرداخت. از آثار وی می‌توان ترکمن صحرا، هجران، کوراغلو و مجموعه موسیقی قشقایی را نام برد.

## بزرگداشت
در تاریخ ۹ بهمن ۱۳۹۴ مراسم بزرگداشتی برای وی با حضور افرادی چون حسین علیزاده، محمود دولت‌آبادی، جواد مجابی و حسین الهی قمشه‌ای در فرهنگسرای نیاوران تهران برگزار شد.

## درگذشت
فرود گرگین‌پور، سه‌شنبه ۱۰ دی‌ماه ۱۳۹۸ در تهران بر اثر ایست قلبی درگذشت و در شهرستان آباده استان فارس در کنار برادر خود فرهاد گرگین‌پور به خاک سپرده شد.